# Stolpe (heraldik)

Stolpe

En stolpe är en häroldsbild som avgränsas av två lodräta skuror och vars tinktur skiljer sig från fältets. Stolpen har normalt samma bredd som den synliga delen av fältet på vardera sidan.